# Elster (Wappentier)
Die Elster ist eine gemeine Figur in der Heraldik und ein Wappentier mit einigen Merkmalen, die im Wappen recht sicher dargestellt werden können. So wird der Schwanz recht lang und in der Regel aufgestellt gezeigt. Die Seitenpartie des Vogels ist farblich in weiß vom übrigen schwarzen Körper abgesetzt, wie es der Realität entspricht. Die Hauptblickrichtung ist nach heraldisch rechts. In Deutschland wird die Elster für einige Wappen zur redenden Wappenfigur. 
Beispiele
| Wappen | Stadt/Gemeinde               | Landkreis             | Information                                                 |
| ------ | ---------------------------- | --------------------- | ----------------------------------------------------------- |
|        | Elsterwerda                  | Landkreis Elbe-Elster | redendes Wappen, Stadtname                                  |
|        | Bad Elster                   | Vogtlandkreis         | redendes Wappen, Stadtname                                  |
|        | Elsterberg                   | Vogtlandkreis         | redendes Wappen, Stadtname                                  |
|        | Elstra                       | Landkreis Bautzen     | redendes Wappen, Stadtname                                  |
|        | Elsterheide Halštrowska Hola | Landkreis Bautzen     | redendes Wappen, Stadtname (heraldisch) rechtes oberes Feld |
|        | Aglasterhausen               | Neckar-Odenwald-Kreis | redendes Wappen, da Aglaster als Elster gedeutet wird       |
|        | Caaschwitz                   | Landkreis Greiz       | redendes Element; Weiße Elster durchfließt den Ort          |
|        | Eschelbach                   | Hohenlohekreis        |                                                             |